# 원자 질량 단위
원자 질량 단위(原子質量單位, unified atomic mass unit, 기호: u) 또는 돌턴(dalton, 기호: Da)은 원자나 분자 따위의 질량 표준 단위이다(원자 질량).
1 원자 질량 단위는 대략 핵자 하나의 질량이고 수치적으로 1 g/mol과 동등하다. 원자 질량 단위는 결합이 없고 핵과 전자가 바닥상태이며 정지질량일 때 {\displaystyle {\ce {^{12}_{6}C}}}의 원자 질량의 1⁄12로 정의되며 그 값은 2018년 제26차 국제도량형총회에서 1 u = 1.660 539 637 … x 10⁻²⁷ 킬로그램 또는 약 1.66 욕토그램이다. 국제 도량형 위원회는 원자 질량 단위를 국제 단위계로 사용할 수 있는 비국제단위로 분류하였다.
접두어 'unified'가 없는 amu는 산소에 그 정의를 두고 있다가 1961년에 바뀌었다. 그러나, 많은 매체에서는 여전히 'amu'라는 용어를 사용하고 있지만 현재는 {\displaystyle {\ce {^{12}_{6}C}}}를 기준으로 한 u를 사용한다. 이러한 관점에서 대부분 '원자 질량 단위'와 'amu'를 사용하지만 오늘날은 '통일된 원자 질량 단위'로 본다. 특정한 원자핵의 표준화를 위해서 {\displaystyle {\ce {^{12}_{6}C}}} 와 {\displaystyle {\ce {^{16}_{8}O}}} 중 하나가 선택돼야 한다. 왜냐하면 질량 결함으로 인하여 원자핵의 평균 질량이 핵자 수에 의존하기 때문이다.
원자 질량 단위는 원자 단위계의 질량의 단위가 아니고, 오히려 전자의 정지 질량(me)의 단위에 흔히 쓰인다.
기호 amu가 가끔 옛 기록에서 발견되지만, 보통 단위 없이 많이 쓰인다. 이 단위는 SI 단위가 아니지만, 혼용이 허용된다. 이 단위는 수소 원자가 1 u 에 가깝기 때문에 유용하다. 그리고 대체로 n개의 핵자를 가진 원자의 질량은 n u이다. 원자와 분자의 상대적인 질량을 비교하기 편하다는 장점도 있다. 생화학이나 분자생물학에서는 '돌턴'(Da)이라 쓰기도 한다. 주로 단백질과 같은 고분자 물질에 대해 사용하므로 보통은 1000배인 킬로돌턴(kDa)의 형태로 많이 쓰인다.

## 역사
화학자 존 돌턴이 처음으로 원자 질량 단위로 수소 원자를 제안했다. 프랜시스 윌리엄 애스턴은 산소-16 원자 질량의 1/16을 원자 질량 단위로 제안했다.
1961년 전에는 물리에서의 amu가 산소-16 원자의 1⁄16 로 정의되고, 화학에서는 평균적 산소 원자의 1⁄16로 정의되었다. 두 단위 모두 현재의 원자량단위보다 작다. 물리학에서는 1960년, 화학에서는 1961년 현재의 단위를 도입했다.
1 u = 1.000 317 9 amu (물리) = 1.000 043 amu (화학)이다.

## 같이 보기
- 비전하

## 참고 자료
- A. D. McNaught, A. Wilkinson (1997). 〈Unified atomic mass unit〉. 《Compendium of Chemical Terminology》 2판. Oxford: Blackwell Scientific Publications. doi:10.1351/goldbook.U06554. ISBN 0-9678550-9-8.
- A. D. McNaught, A. Wilkinson (1997). 〈Dalton〉. 《Compendium of Chemical Terminology》 2판. Oxford: Blackwell Scientific Publications. doi:10.1351/goldbook.D01514. ISBN 0-9678550-9-8.